# Benecio López Padilla
Gral. Benecio López Padilla fue un militar y político mexicano. Nació en Zaragoza, Coahuila en el año de 1888. Revolucionario quien hasta unirse a la causa maderista fue Secretario de la Unión Minera Mexicana. Fue firmante del Plan de Guadalupe. De 1941 a 1945 fue gobernador constitucional del estado de Coahuila periodo en el que se le reconoce por la inauguración de las carreteras Saltillo-Piedras Negras y la Saltillo-Torreón, obras iniciadas en el periodo del gobernador Jesús Valdez Sánchez (1933-1937). En el tema de educación se le recuerda por la fundación de la Escuela Industrial Femenil, la Escuela de Leyes, la Normal Superior, la Escuela de Enfermería y Obstetrícia y la Escuela de Ciencias Químicas.
El último puesto público en que se desempeñó fue el de director del Archivo Histórico de la Secretaría de la Defensa Nacional. Muere en la Ciudad de México el 6 de septiembre de 1969. Fue sepultado en el Panteón Español.